# 横浜中華学院

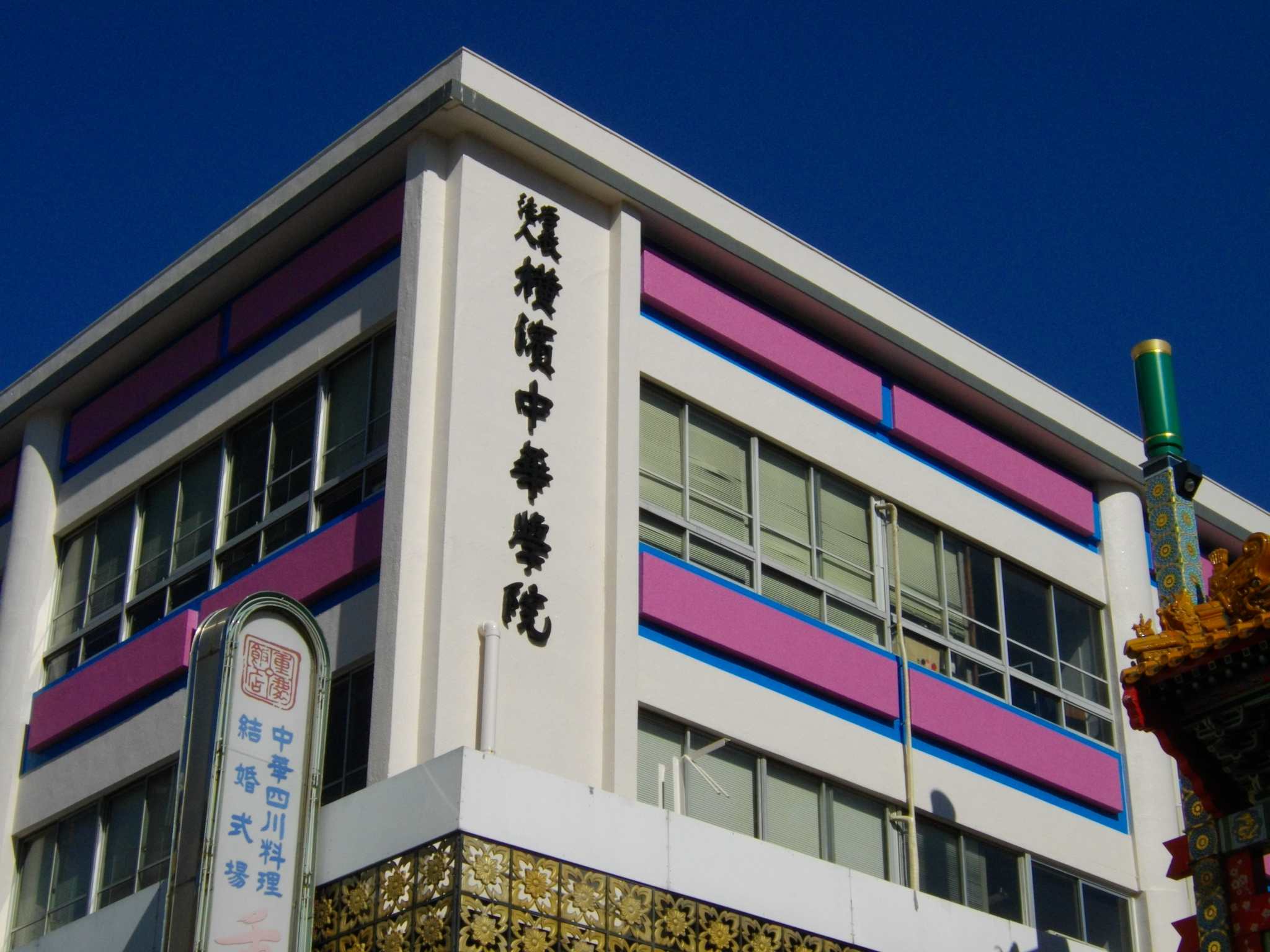
横浜中華学院

横浜中華学院（よこはまちゅうかがくいん、繁体字中国語: 橫濱中華學院）は、神奈川県横浜市中区にある中華民国系の中華学校。各種学校となっている。横浜中華街内、関帝廟の隣接地に所在している。

## 概要
1898年2月、訪日していた孫文によって横浜市に設立された大同学校が前身である。同校は日本で最初の中華学校である。横浜中華街の華僑に広東語で教育を受けさせるという目的に基づいていた。関東大震災で施設が大損害を受けた翌年の1924年、横浜市に存在した二校の中華学校と合併し、中華公立学校として再組織された。1937年に日中戦争が勃発すると、文部省の介入や生徒の帰国によって、事実上の閉鎖に追い込まれる。終戦後、1946年9月に再建された。この時に国語での教育が導入される。1947年には横浜中華学校と改称する。1952年、冷戦の中で、中華民国を支持する関係者と中華人民共和国を支持する関係者との間で対立が深まる。紛争の末、中華人民共和国を支持する者は独立し、新たに横浜山手中華学校を設立した。その結果、本校は中華民国を支持する者が優勢となり、中華民国教育部から認定を受けた。1968年に横浜中華学院と改称し、現在に至る。

## 学科
- 幼稚部
『華青班（年少）』、『華獅班（年中）』と『華龍班（年長）』に分かれている。
- 小學部
愛班と仁班に分かれている。
- 中學部
（クラスは分かれていない）
- 高中部（日本の高等学校相当）
（クラスは分かれていない）

三ヶ国語で教育している。

## 出身者
- シャドー・リュウ 旧芸名：テンテン（女優）
- 張沢紫星（元子役）

## 所在地
- 〒231-0023 神奈川県横浜市中区山下町142番地

最寄り駅は、JR根岸線石川町駅・みなとみらい線元町・中華街駅

## 関連文献
- 有澤知乃, 「研究ノート）中華学校における音楽教育 : 横浜山手中華学校と横浜中華学院を事例として」『東京学芸大学紀要. 人文社会科学系. II』 66巻 p.205-215, 2015-01-30, NAID 110009879143
- 小田巻滋, 「日本の華僑学校における地理教育 横濱中華學院を事例として」 日本地理教育学会 『新地理』 46巻 1号 1998年 p.41-55, doi:10.5996/newgeo.46.41
- 杉村美紀, 「在日華文学校の教育問題 : 「横浜中華学院」の事例を中心に」 『国際教育研究』 11巻 p.52-54, 1991-03, 東京学芸大学

（中国語）
- "倡辦中華學院 橫濱立碑紀念" (Archive). 星島日報. April 26, 2011.